# Тертения
Тертенѝя (на италиански и на сардински: Tertenia) е малко градче и община в Южна Италия, провинция Нуоро, автономен регион и остров Сардиния. Разположено е на 129 m надморска височина. Населението на общината е 3840 души (към 2010 г.).
До 2005 г. общината е част от провинция Нуоро.